# Eumerus obtusiceps
Eumerus obtusiceps är en tvåvingeart som beskrevs av Hull 1937. Eumerus obtusiceps ingår i släktet månblomflugor, och familjen blomflugor.
Artens utbredningsområde är Kenya. Inga underarter finns listade i Catalogue of Life.